# چمنزار

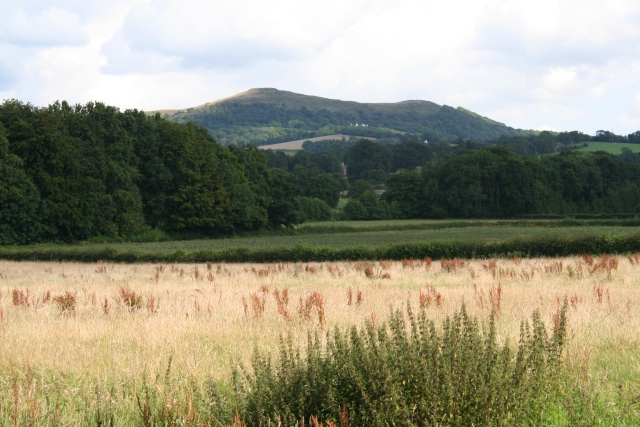
چمنزاری در انگلستان

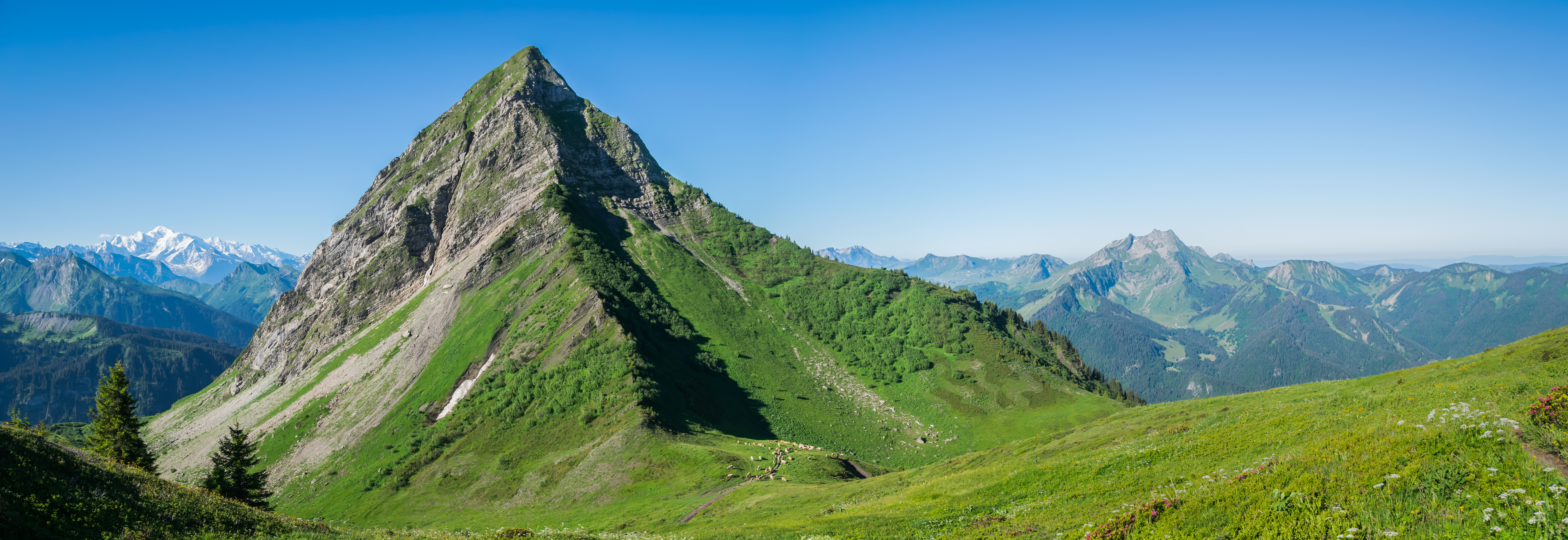
سراسرنمایی از قلهٔ پوینت دو نانتو (fr) و چمنزار پیرامون‌اش در کمون سن ژان د'آلپ (en) در ناحیهٔ اوورنی-رون-آلپ، فرانسه

چمنزار (به انگلیسی: Meadow) منطقه‌ای با پوشش گندمیان و دیگر گیاهان غیرچوبی است. چمنزارها به دلیل ساختار باز و آفتاب‌گیرشان، مناطق مهمی در زیست جانوری به شمار می‌روند.

## معنی
(چَ مَ) (اِمر) ۱ - زمینی که در آن چمن بسیار باشد. ۲ - زمینی که چمن در آن کاشته شود.

## نگارخانه

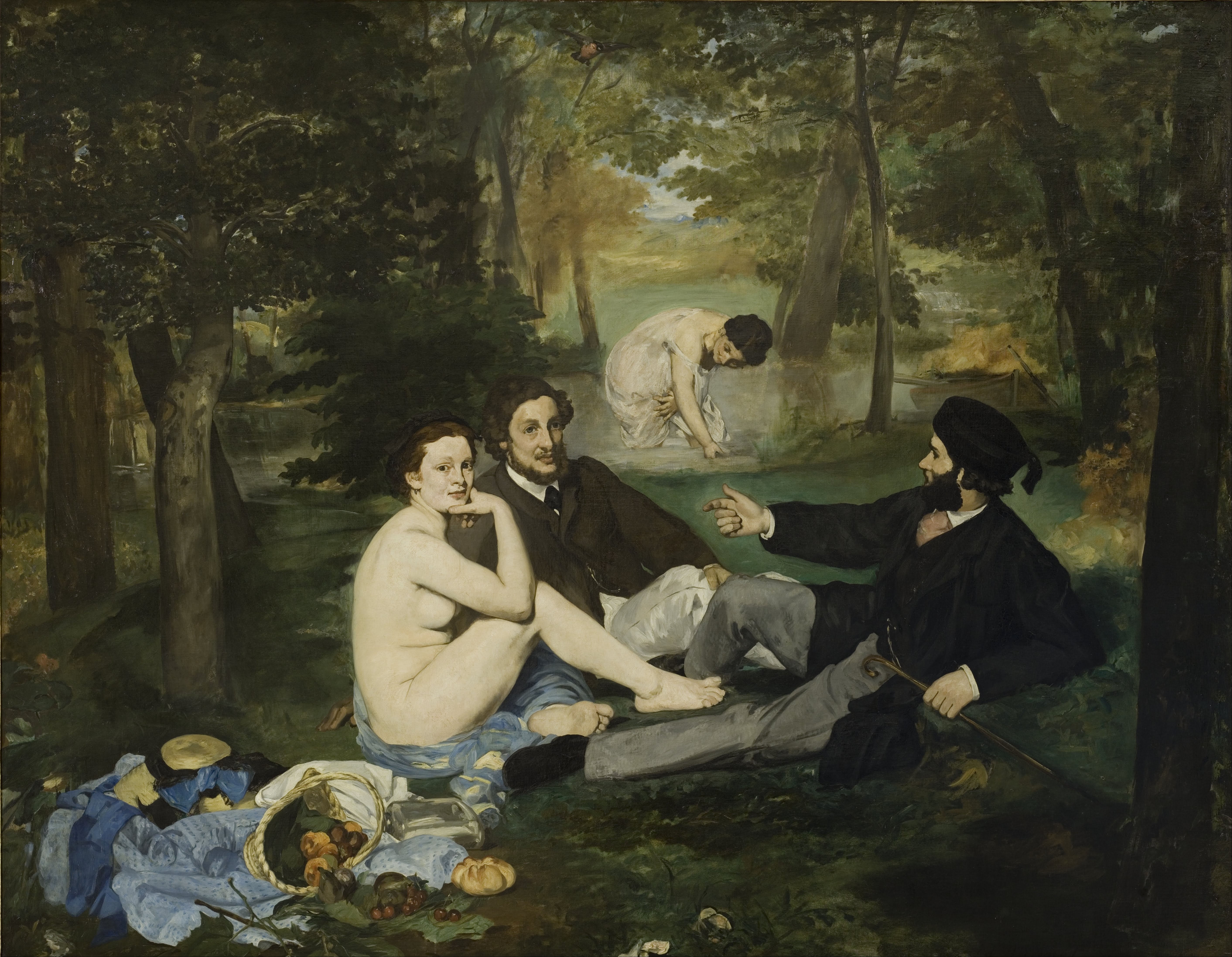
ناهار در چمنزار، اثر مانه
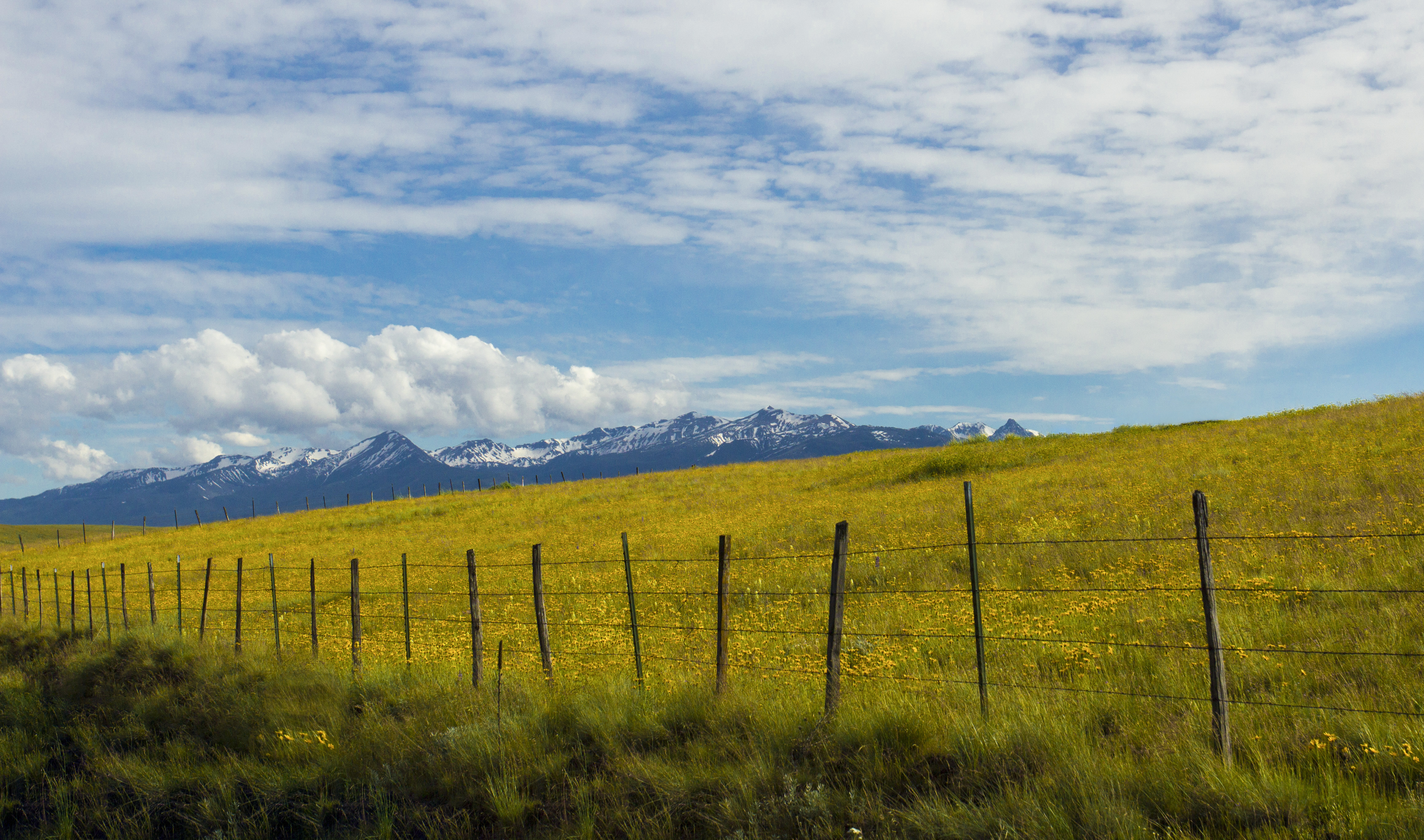
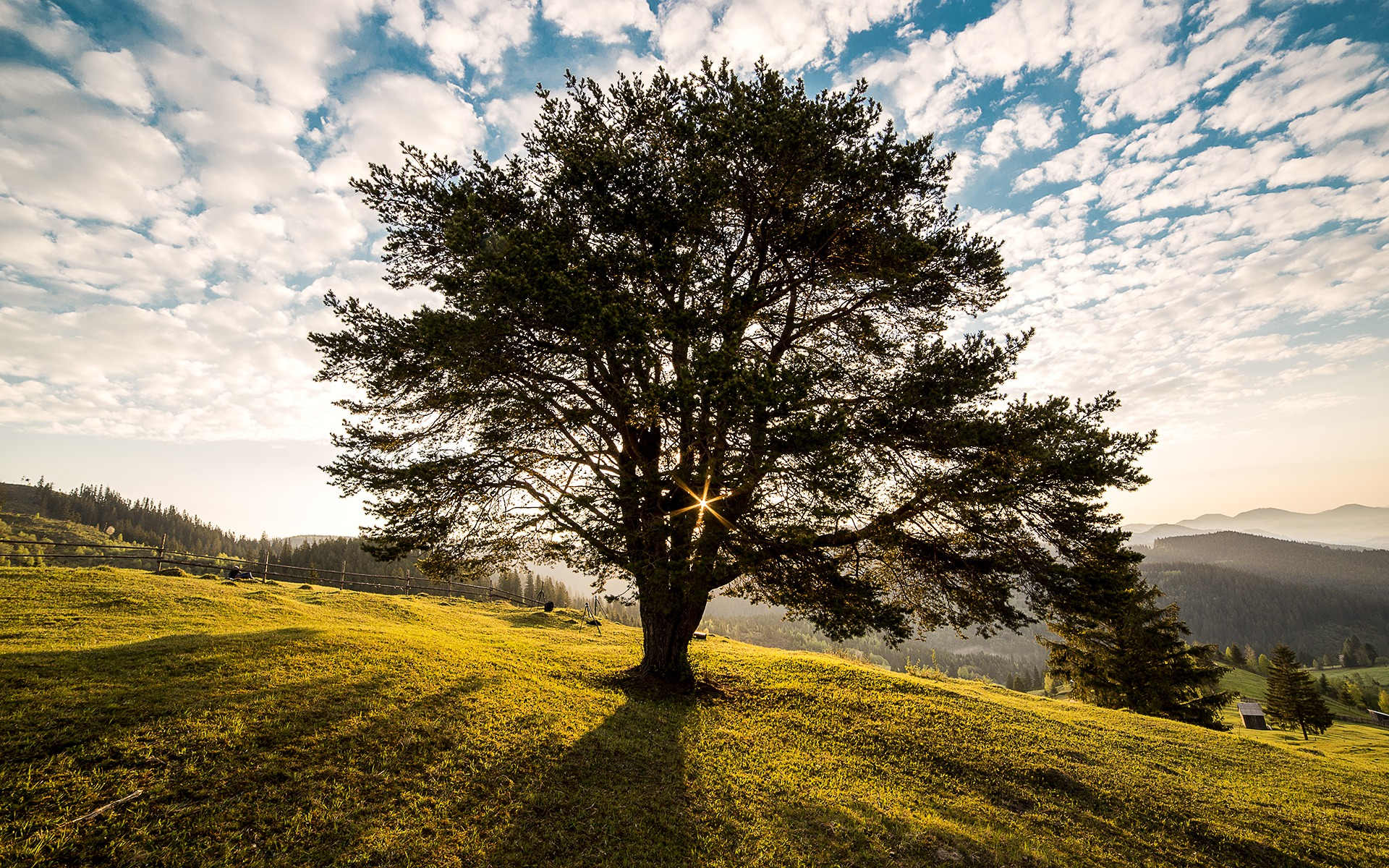